# Cyril Pecháček
Cyril Pecháček, pseudonym Ivo Milič (17. března 1899 Dolní Čermná – 11. května 1949 Praha), byl český dirigent a skladatel.

## Život
Pocházel z rodiny obchodníka. Poté, co dokončil základní školní vzdělání, studoval na Pražské konzervatoři hru na housle a dirigování. Po dokončení studia se stal roku 1918 dirigentem divadla Marie Zieglerové, divadla s převážně operetním repertoárem. Řídil i amatérský soubor ve svém rodišti.
V roce 1920 se vrátil ke studiu skladby na konzervatoři. Byl žákem Josefa Bohuslava Foerstra. V roce 1921 odešel do Chorvatska a tam přijal pseudonym Ivo Milič. V Nová Gradišce byl nejprve sbormistrem pěveckého souboru Graničar. Koncem roku 1921 se stal kapelníkem městského divadla ve Varaždině a pořádal koncerty v blízkém lázeňském městě Varaždinská Teplice. Po roce přesídlil do Subotice, kde nastoupil jako dramaturg a dirigent místního divadla.
V roce 1923 se vrátil do vlasti a stal se šéfem opery v Pardubicích. Zde nastudoval nejen opery Bedřicha Smetany, ale i dalších významných českých skladatelů. Soubor pravidelně hrál i v okolních městech, Hradci Králové, Náchodě, Chrudimi ale zajížděl i do Olomouce a Prostějova. V roce 1924 Pecháček přešel do Olomouce. Zde byl dirigentem v Městském divadle a učil na místní hudební škole. Od roku 1927 byl také sbormistrem Pěveckého hudebního sdružení Žerotín. Pro doprovod sborových koncertů založil samostatný symfonický orchestr Filharmonie Žerotínu, který pod jeho vedením uváděl i samostatné koncerty symfonické hudby. V letech 1936 až 1939 vedle toho ještě dále studoval na mistrovské škole u Jaroslava Křičky.
Ve válečných letech musel Olomouc opustit a odešel do Dvora Králové nad Labem, kde se stal ředitelem městské hudební školy a dirigentem pěveckých sborů Dvořák a Záboj. V roce 1945 byl jmenován jedním z uměleckých vedoucích Armádního uměleckého souboru Víta Nejedlého a v roce 1946 se stal prvním sbormistrem pěveckého spolku Hlahol (po Václavu Smetáčkovi). Současně působil na pražské konzervatoři jako profesor houslového oddělení.

## Dílo

### Jevištní díla
- Galejník op. 6 (taneční drama, 1928)
- Alfa a Omega (hudební skeč)

### Orchestrální
- Ouverture exotigue op. 1 (1920)
- Suite orientale op 6. (1922)
- Obrázky z Rožnova op. 18 (1933)
- Suita pro smyčcový orchestr a varhany op. 32 (1937)
- Dramatická ouvertura (1939)

### Komorní skladby
- Miniatury pro klavír op.4
- Dumky op. 11 (housle, 1931)
- Idylky op. 21 (housle, 1934)
- Dechový kvintet op. 34 (1937)

### Písně
- Dva zpěvy pro baryton op. 2 (1918)
- Tři církevní zpěvy op. 9 (1939)
- Humorné lidové písně op. 25 (1934)
- Písně Starého zákona op. 29 (1936)

### Sbory
- Tři ženské sbory op. 15 (1933)
- Tři smíšené sbory op. 30 (1932)
- Dělnická madona (slova Josef Hora)
- Písně z Korytné op. 26 (1935)
- Hanácky pěsničke op. 27 (1935)
- Mužské sbory op. 31 (1936)
- Smíšené sbory op. 38 (1940)
- Jen dál, národe op. 24 (kantáta, 1934)